# The Fox and the Hound 2
The Fox and the Hound 2 (titulada El zorro y el sabueso 2 en Hispanoamérica y Tod y Toby 2 en España) es una película animada lanzada directamente para DVD, que salió en 2006 como una secuela de la película de Disney The Fox and the Hound. En la banda sonora se encuentra la canción "You Know I Will", interpretada por Lucas Grabeel, conocido por su papel como Ryan Evans en las películas de High School Musical.

## Argumento
Todo comienza cuando la pareja de mejores amigos el zorro Tod y el perro cazador Toby están jugando en eso ven un grillo y juegan con él, persiguiéndolo, pero al final el juego parece verse detenido debido a que Toby se quedó atorado en una estanca, pero Tod lo libera. Toby siente que no hace las cosas bien pero Tod no le cree así, en eso ven un desfile de una feria que pasará pronto, en eso Toby ve varios perros cantando en una de las carretas de la feria, en eso se tropieza por una de sus orejas y cae en la ruta, Toby casi se ve atropellado por un coche pero Tod a tiempo se dio cuenta de eso y con mucha rapidez salva a su amigo de ser atropellado, Tod le pregunta si está bien y Toby le responde que se tropezó con una de sus orejas y se cree así mismo que no es un buen perro, pero Tod aún no cree en lo que dice así mismo en eso el dueño de Toby, el cazador Amos Slade lo llama y así Tod y Toby regresan con sus dueños, Tod con su amada Tweed y Toby con Amos Slade, y en eso le pide a Jefe que lo entrene para ser un buen perro cazador pero este se niega debido a que está cansado, en eso llega Amos y este si lo entrena, usa una almohada como conejo para su entrenamiento y lo ata en la cola de Jefe para que así Toby usara su olfato y para cuando encuentre el conejo aullara pero se confunde de olor y su olfateo conduce a Tod en eso Tod le dice que lo que tiene que hacer es olfatear bien y aullar cuando encuentre lo que debe buscar, Toby da una muestra con olfatear y aullar sin embargo al aullar reveló la posición de su amigo Tod haciendo que Amos llegara armado con su escopeta con Jefe y empieza una persecución haciendo que se provocara un alboroto y se interrumpiera a Tweed en agarrar leche de su vaca, en eso Amos llama a Toby perro malo y lo castiga atándolo a su barril y además que ahora ya no podrá acompañarlo a la feria, dejando solo triste a Toby y le dijo antes de irse que sólo tenía que crecer un poco.
Pero en eso llega Tod y anima un poco a Toby que tiene que divertirse en ir a la feria, así entonces libera a Toby del barril quitándole su collar y se van juntos a la feria, en eso ven un cartel de que en una noche habrá fuegos artificiales, Tod y Toby prometen ver los fuegos artificiales juntos y Toby escucha de nuevo la canción de los perros que escuchó en el desfile del camino sobre la feria en eso ven de verdad a unos perros cantantes, un perro se llama Cash con su amada llamada Dixie, sin embargo el grupo se ve un poco dividido cuando Dixie se golpea con una tablilla de madera molestando a ella que le pase a eso y se va temporalmente así entonces Cash y el grupo se ve obligado a cantar sin ella mientras Toby se emociona demasiado que hasta también empieza a cantar y tiene una buena voz que Cash lo mete al espectáculo a cantar también con él haciendo que fuera un éxito la canción en eso Cash habla con Dixie sobre que Toby cantó bien su parte en eso Dixie se molesta creyendo que Toby puede tomar su lugar y renuncia a la banda, Cash intenta disculparse con ella pero Dixie solamente se burla de él haciendo que Cash se enojara así que intenta hacer que Toby reemplazara a Dixie con hacerlo unirse a la banda la cual Toby acepta encantado también le invita a Tod a cantar sin embargo la forma que canta Tod es horrible así que no entra en la banda pero si en lavaplatos de la banda (solamente para evitar no quedar mal) así Cash visita a Dixie solamente para decir que lo despide, solo para que Dixie se molestara demasiado. 
Zelda, una gata amiga de Dixie, le dice que deje de molestarse, pero Dixie se molesta aún más, solo para decirle que Cash la había despedido (aunque había renunciado). Y acto seguido, ella rasga en la foto del grupo la parte de Cash pero ella le vuelve a pegar parcialmente, susurrando "perro torpe". Cuando Tod, Toby y los miembros de la banda muerden huesos, Tod inventa una mentira diciéndole que Toby es callejero, principalmente porque no tiene collar, pues la banda solamente admite perros callejeros, y la banda le cree a Tod, dejando a Toby intrigado.
Tod y Toby se divierten antes de que Toby comience a ensayar junto con la banda y Tod le dice que puedan ver los pirotécnicos al anochecer. Pero en ese momento, Dixie le dice a Toby que le cuente el secreto de su propio éxito, y es la crema de cacahuete, la cual se le pega por las encías y la boca. Tod va por la vaca de la viuda para el remedio de la crema de cacahuete, la leche. Mientras tanto Cash discute con Dixie que Toby es el nuevo cantante y Dixie le dice mintiendo que Toby escapó con Tod. Y en ese momento Toby llega y se tropieza solo para saber que Dixie mintió y Cash, molesto, olfatea a Toby, percibiendo el olor de la crema de cacahuete, y Dixie se tropieza con la tablilla de madera (con la que se golpeó anteriormente) y choca contra Zelda.
Después de eso, cantan la canción de "Somos Socios" en donde Cash y Toby se divierten todo el día en la feria y en la noche, Toby decide ver los pirotécnicos con Cash, en vez de Tod. Tod camina tristemente al lavaplatos para esperar a Toby.
Toby se tropieza con Tod para discutir cómo se divirtió todo el día con Cash, Toby olvidó la promesa de los pirotécnicos, y olvidó a su mejor amigo. Tod se molesta por todo relacionado con Cash, ya que Toby, descuidado, ya no pasa más tiempo con su mejor amigo. Pues, Toby le dice a Tod que hicieran algo para divertirse y estar juntos, pero es interrumpido por Cash para decirles que ensayen otra vez y que jueguen al rato. Tod enfurecido dice: “Sí, puede que si y puede que no.”
Dixie acompaña a Zelda al lavaplatos de Tod, para tomar agua y Dixie le dice a Tod que están en el mismo barco ahora al que llaman "despreciados por aquel al que más queremos" y después, Tod le dice que les hizo creer que Toby era callejero pero no lo es, que vive cerca de la feria, y después de eso Dixie tiene un plan para deshacerse de Toby y que ella pudiese regresar a la banda.
Mientras tanto, el grupo está ensayando, de manera muy desanimada porque tienen sueño y que ya es de noche y Cash no le gusta y que ensayen todo el siguiente día si era necesario, y que los escucharan el reclutador. Pero Toby persigue a un grillo, pero es interrumpido por Cash y se enfurece debido a la torpeza y distracción de Toby. Pero la abuela dice que es un niño y que solo estaba divirtiéndose. Ahora Cash le dice que descansen 5 minutos, la abuela dice que si Cash le volviera a gruñir a todos la abuela le pondría un bozal.
Toby esta buscando a Tod, pero no lo encuentra, así como Cash tampoco encuentra a Dixie. Cash le platica a Toby sobre los recuerdos que tenía Dixie y Cash, cuando se conocieron una noche, al aullar a una luna, descubrió que podían cantar, y que van a ser estrellas, pero ahora Cash y Toby todavía son socios, y que nada se los interpodrá, y que esperarán llegar a la cima que están cerca que pueden oler el Teatro Ophry y lo único que van a hacer es ganar esa audición, cantando. Y Toby ignora al grillo para seguir ensayando para el día siguiente y el grillo le hace una triste mirada.
Mientras tanto, Amos Slade y Jefe buscan a Toby, así como la viuda Tweed busca a Tod y que ambos no lo encuentran por ningún lado y que luego se avisaban que si llegaban cerca y en toda la noche siguen buscándolos.
Al día siguiente, Tod y Dixie llegan al hogar de la viuda Tweed y Amos Slade y recuerdan el plan de deshacerse de Toby de la banda para que así, Dixie pudiese unir a la banda otra vez. Primero va al barril de Jefe a despertarlo, para que luego Slade siga a Jefe para perseguir a Tod, y después lleguen a la feria y vean a Toby, para llevarlo a casa. Cuando llega al barril de Jefe y se mete allí haciendo todo lo posible para despertarlo, pero Jefe confunde a Tod con una almohada, y Tod hace un último intento para despertarlo, mordiendo una oreja de Jefe y Tod comienza el escupitajo, para así que Jefe se molestara (cosa que despierta a Amos Slade) y Jefe destruye su barril. Amos Slade trata de disparar a Tod pero por sus calzones, le dispara en una dirección equivocada, por el arbusto donde se esconde Dixie, dejándola ilesa, y Tod y Jefe saltan sobre el arbusto. Amos Slade y la viuda discuten sobre el comportamiento de sus animales, acto seguido, Tod y Jefe se dirigen a la feria continuando los escupitajos, la viuda Tweed se sube en su carro y Amos se va en su camioneta, por donde también se sube Dixie en la parte trasera de la misma, y Jefe le advierte a Tod que se va a vengar luego de que había ganado el cuarto lugar más de dos veces seguidas.
Mientras tanto, el grupo esta esperando que el reclutador se ponga de buen humor con su acto que está a punto de comenzar.
Cuanto Tod, Jefe, Dixie, Amos Slade y la viuda Tweed, llegan a la feria, Tod y Jefe causan un desastre empezando por el dardo encajado a la vaca, luego las vacas salen a continuar el desastre hasta casi destruir todas las atracciones incluyendo la rueda de la fortuna a velocidad máxima, en donde Dixie se encaja ahí. En el momento en el que Toby y los cantantes comenzaron a cantar, Tod se cuela en el escenario. Toby, Jefe, Amos Slade y la vuida llegan diciendo ”¿Tod?”, ”¿Toby?”, ”¡Jefe!”, ”¡Tod!”, ”¡¿Toby?! ¡Es mi cachorro!". Y con esto, Cash se da cuenta de que Toby no es callejero, Dixie llega al teatro, con la rueda de la fortuna y choca contra el lugar, hasta casi destruirlo. Cash despide a Toby diciéndole que vaya a casa, al saber que este último sí tenía un dueño: Amos Slade; y todo el grupo se va muy tristemente culpando a Cash también por su comportamiento mandón e inmaduro. En ese momento, empieza a llover. Mientras tanto, Tod trata de disculparse, pero Toby, enfadado, culpa a Tod diciéndole que arruinó todo; Amos y la Viuda finalmente encuentran a sus mascotas y los llevan a sus casas.
Cuando termina de llover, llega Dixie a su casa para disculparse con Toby que el plan era culpa de ella y no de Tod, que le olvidó decir que era más importante, que no quería lastimarlo y que quería a su mejor amigo de regreso.
Después de ello, Tod y Toby se reconcilian, y Tod le dice a Toby que debe buscar al reclutador (por su sombrero que se le voló mientras conducía y aterrizó en la cabeza de Tod) y que Tod buscará a la banda, y mentirles que Dixie está en peligro, para reunirlos otra vez y al reencontrarse cantan la canción de "Harmonia Hay", y el reclutador los acepta para llevárselos a su teatro, el teatro Ophry.
Toby corretea hacia Tod diciendo que seguirán siendo amigos y dejará a la banda, para dejar el lugar a Dixie, y al llegar a casa ellos comienzan a cazar grillos, como en los viejos tiempos, pero esta vez el grillo llama a 100 grillos para que éstos huyan. Y cuando le iba a dar un pedazo de pastel a Amos Slade, Tod y Toby comienzan a hacer travesuras, que Amos y la viuda tiran un barril de manzanas, en el que Jefe se resbala pisando las manzanas y Amos ruede sobre el barril, y se colisione contra Jefe, haciendo que sus dueños sigan peleando, mientras que Tod y Toby, sin darse cuenta de lo que hicieron, se siguen divirtiéndose.